# Avenida Claremont
La avenida Claremont (en inglés Claremont Avenue) es una avenida corta en el vecindario Morningside Heights de Manhattan, Nueva York (Estados Unidos). Comienza en la calle 116 y corre hacia el norte por una longitud de once cuadras hasta que termina en Tiemann Place (el segmento occidental de la calle 127).

## Estructuras
Al sur de la calle 120, el lado este de la avenida Claremont presenta la parte trasera fuertemente fortificada del campus de Barnard College. El lado oeste cuenta con varios apartamentos de profesores de la Universidad de Columbia, así como residencias universitarias de estudiantes de Columbia y Barnard.
Al norte de la calle 120, el lado oeste de la avenida Claremont contiene la iglesia Riverside y un dormitorio del Union Theological Seminary, y el lado este contiene el seminario mismo. Más allá de esto, la calle pasa entre Sakura Park al oeste y la Casa Internacional de Nueva York también al oeste. La Escuela de Música de Manhattan ha ocupado el antiguo edificio de la Escuela Juilliard en 130 Claremont Avenue desde que Juilliard se mudó al Lincoln Center en 1969. Para las pocas cuadras más al norte, los edificios de apartamentos bordean la calle. Un afloramiento del esquisto de Manhattan interrumpe la hilera de edificios en el lado oeste de la calle entre la Salle Street y Tiemann Place.
La intersección de 116th Street y Claremont ha sido citada como una de las más ventosas de la ciudad de Nueva York. Se cree comúnmente que los fuertes vientos de la dirección de Riverside Park son "canalizados" por las fachadas curvas opuestas de The Paterno y The Colosseum. 

## En la cultura popular
Los protagonistas de la novela de 1922 de F. Scott Fitzgerald The Beautiful and Damned, Anthony y Gloria Gilbert, se mudaron a un apartamento en Claremont Avenue en el último libro de la novela.